# Ewangelie z Rossano
Ewangelie z Rossano (Gregory-Aland no. 042 albo Σ; von Soden ε 18) – kodeks majuskułowy Nowego Testamentu, zawierający tekst dwóch pierwszych Ewangelii. Rękopis przechowywany jest w katedrze w Rossano we Włoszech. Powstał w VI wieku, miejsce powstania jest nieznane. Nazywany jest Codex purpureus Rossanensis i jest jednym z purpurowych kodeksów uncjalnych Nowego Testamentu. Do naszych czasów zachowała się mniej niż połowa rękopisu, pozostała jego część została zniszczona w pożarze w XVII lub XVIII wieku.
Choć tekst rękopisu jest nisko oceniany przez krytyków tekstu, przez co w efekcie jest rzadko cytowany w wydaniach krytycznych greckiego Nowego Testamentu, to jednak jest on cennym zabytkiem z punktu widzenia historii sztuki. Cieszy się opinią jednego z najważniejszych dzieł sztuki w Kalabrii.
W roku 2015 manuskrypt został wpisany na listę UNESCO Pamięć Świata.

## Opis
Zachowało się 188 kart kodeksu z pełnym tekstem Ewangelii Mateusza i niemal pełnej Ewangelii Marka (brakuje Mk 16,14-20). Karty kodeksu mają rozmiary 31 na 26 centymetrów. Karty kodeksu zostały ułożone w foliałach, foliały zawierają po pięć zgiętych w połowie kart włożonych jedna wewnątrz drugiej (quinterno). Pergamin jest wysokiej jakości, został nasączony purpurą. Purpura ma kolor czerwony lub niebieskawy. Oryginalny kodeks miał prawdopodobnie około 400 kart z pełnym tekstem czterech Ewangelii.
Tekst pisany jest dwiema kolumnami na stronę, 20 linijek w kolumnie, od 9 do 12 liter w linijce. Trzy pierwsze linijki każdej Ewangelii pisane są złotem, pozostały tekst pisany jest srebrem. Tekst pisany jest w sposób ciągły, bez przerw między wyrazami, brak znaków interpunkcyjnych. Nie stosuje przydechów ani akcentów, zawiera wiele błędów itacyzmu. Imię Jezus (ΙΗΣΟΥΣ) tylko dwukrotnie zapisane zostało w formie skróconej, tj. formie typowej nomina sacra, w pozostałych przypadkach pisane jest pełną formą, choć zazwyczaj mniejszymi literami. Oryginalny skryba dokonał jedynie nielicznych poprawek w tekście.
Zdaniem Metzgera jest to najstarszy rękopis Nowego Testamentu zawierający kolorowe ilustracje. Zachowało się 15 stron z 17 miniaturami ilustrującymi życie Jezusa. Przedstawiają one wskrzeszenie Łazarza, oczyszczenie świątyni, przypowieść o dziesięciu pannach, wjazd do Jerozolimy, umywanie nóg, ostatnią wieczerzę i Jezusa przed Piłatem.
Tekst ewangeliczny dzielony jest według κεφαλαια (rozdziały), których numery umieszczono na bocznym marginesie, a τιτλοι (tytuły) w górnym. Listy κεφαλαια (spis treści) umieszczone zostały przed każdą z Ewangelii. Zastosowano ponadto podział według krótkich Sekcji Ammoniusza, z odniesieniami do Kanonów Euzebiusza (pisane pod numerami sekcji Ammoniusza).
Na początku rękopisu umieszczono Epistula ad Carpianum, tj. list Euzebiusza do Karpiana. Oryginalny kodeks zawierał też tablice do Kanonów Euzebiusza, które zaginęły.

## Tekst
Grecki tekst kodeksu zasadniczo biorąc przekazuje bizantyńską tradycję tekstualną, z naleciałościami cezarejskiej tradycji tekstualnej. Wraz z kodeksem Beratinus (043), Petropolitanus (022) i Sinopensis (023), tworzy grupę kodeksów purpurowych. Są one pokrewne dla siebie pod względem tekstualnym. Hermann von Soden oznakował tę grupę przy pomocy siglum Iπ. Tekst rękopisu jest szczególnie bliski dla kodeksu 022. Stopień pokrewieństwa jest tak duży, że wskazywano na możliwość, iż oba mogły zostać przepisane z tego samego rękopisu.
Purpurowe kodeksy są interesujące pod względem artystycznym, są ważnym wkładem do kultury i częścią światowego dziedzictwa kulturowego, jednak przekazywany przez nie tekst nie przedstawia wielkiej wartości. Kurt i Barbara Alandowie dali dla rękopisu następujący profil tekstualny – 1401, 831/2, 152, 25s. To znaczy, że według Alandów kodeks 140 razy wspiera standardowy tekst bizantyjski przeciwko tekstowi „oryginalnemu”, 83 razy jest zgodny zarówno z tekstem bizantyjskim jak i oryginalnym, tylko 15 razy wspiera tekst oryginalny przeciwko bizantyjskiemu, ponadto posiada 25 sobie właściwych wariantów (Sonderlesarten). W oparciu o ten profil tekst kodeksu został zaklasyfikowany do V kategorii.
W Mateusza 1,11 posiada interpolację τον Ιωακιμ, Ιωακιμ δε εγεννησεν (Joakima, Joakim zaś spłodził) – M, U, Θ, f1, 33, 258, 478, 661, 954, 1216, 1230, 1354, 1604, ℓ 54, syrh, geo.
W Mateusza 23,25 przekazuje wariant ακαθαρσιας (nieczystości) zamiast ακρασιας (pożądliwości). Wariant kodeksu jest wspierany przez Vetus latina, syrosynajski (syrsin), oraz przekłady na dialekty koptyjskie.

## Historia
Z paleograficznego punktu widzenia, biorącego pod uwagę kształt liter, rękopis nie mógł powstać przed IV wiekiem, nie mógł też powstać po VII wieku. Ilustracje są charakterystyczne dla sztuki bizantyjskiej z VI wieku. Dlatego datowany jest zwykle na VI wiek. Pomimo licznych badań prowadzonych od końca XIX wieku przez historyków, paleografów, biblistów oraz znawców sztuki bizantyjskiej, miejsce powstania kodeksu wciąż nie zostało rozstrzygnięte. Początkowo przeważała hipoteza, że powstał w czasach bizantyjskiej okupacji południowej części półwyspu Apenińskiego. Później, ze względu na związki z innymi purpurowymi kodeksami, zaczęto wskazywać na Syrię.
Omont i Cronin byli zdania, że wszystkie rękopisy z grupy kodeksów purpurowych powstały w Konstantynopolu lub Azji Mniejszej. Zdaniem Streetera kodeks powstał w Konstantynopolu lub w Kapadocji. Jako miejsce powstania wskazywano też Efez, Syrię (przede wszystkim Antiochia), Palestynę i Aleksandrię.
Nieznane są okoliczności przybycia kodeksu do Kalabrii. Spekuluje się, że został tu przywieziony w VIII wieku. Przywieźli go mnisi uciekający przed inwazją arabską. Jaką na inną możliwość wskazuje się cesarza Leona III, ikonoklastę. Mnisi wywieźli go do Kalabrii, by uchronić przed zniszczeniem. Stał się własnością arcybiskupa Rossano.
W XVII lub XVIII wieku część kodeksu została zniszczona w pożarze, po którym ślady pozostały na dziesięciu ostatnich kartach. W XVII lub XVIII wieku, po pożarze, kodeks został oprawiony w skórzaną oprawę.
Pierwsza wzmianka o rękopisie pochodzi z roku 1831, dokonana została przez Scipione Camporota, kanonika katedry w Rossano. Następna wzmianka pochodzi z roku 1846, dokonana została przez historyka i dziennikarza Cesare Malpica. Pierwsze naukowe badania nad kodeksem zostały przeprowadzone w roku 1879, kiedy oglądali go paleograf Oskar von Gebhardt i biblista Adolf Harnack. Odtąd rękopis stał się znany dla świata nauki. Tekst rękopisu wydał Gebhardt w 1883. Fotograficzną reprodukcję wszystkich ilustracji wydał w 1898 roku Arthur Haseloff. W 1952 roku kodeks umieszczony został umieszczony w muzeum diecezjalnym, utworzonym obok katedry w Rossano. Kodeks bywa podawany jako najważniejsze dzieło sztuki w Kalabrii. Kodeks został nominowany dla UNESCO, dla wciągnięcia na listę Pamięci Świata.
William C. Loerke przeanalizował ilustracje kodeksu i wskazał, że widoczne na ilustracjach mury miasta, to mury Jerozolimy z połowy V wieku. Oznacza to, że artysta ilustrujący kodeks wykorzystał ilustracje przedstawiające Jerozolimę z połowy V wieku. Zauważono, że ilustracje zdradzają wpływy azjatyckiej ikonografii. Chrystus ma długie ciemne włosy spadające na ramiona, tak jak w Kodeksie z Synopy oraz Ewangeliach Rabbuli. Szereg motywów jest obecna we wczesnochrześcijańskiej ikonografii, jak np. Chrystus ubrany w lentium. Pojawiają się elementy alegoryzmu charakterystyczne dla szkoły z Cezarei. Kresten i Prato w 1985 zauważyli, że portret Marka sięga epoki przedikonoklastycznej. Portret ewangelisty wzorowany jest na portretach starożytnych filozofów. Loerke w 1987 wyraził opinię, że kolejność miniatur przedstawiających sceny z życia Jezusa inspirowana jest Diatessaronem.
Z punktu widzenia krytyki tekstu Nowego Testamentu kodeks nie przedstawia wielkiej wartości i jest rzadko cytowany w krytycznych wydaniach Nestle-Alanda.

## Galeria

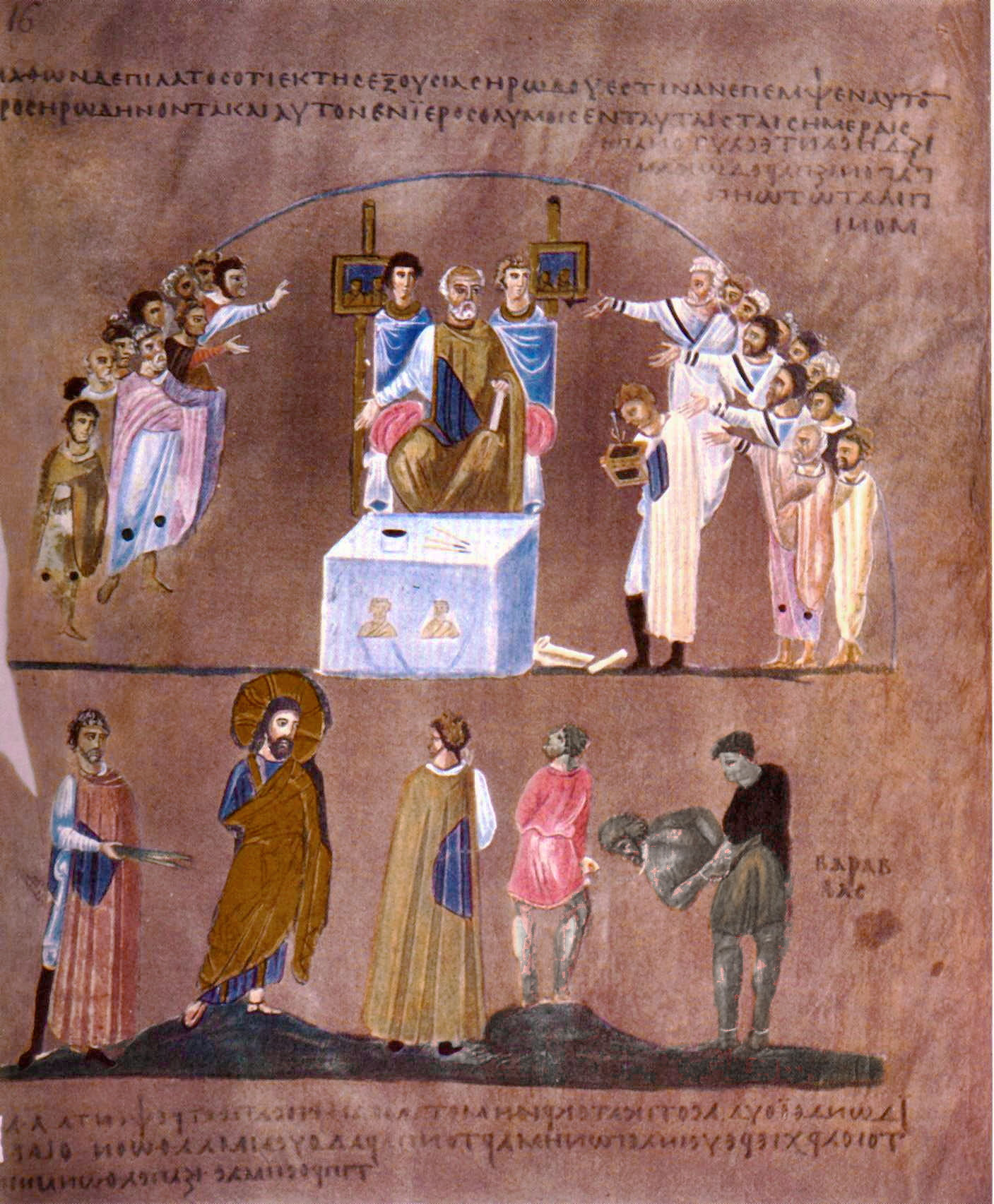
Chrystus przed Piłatem
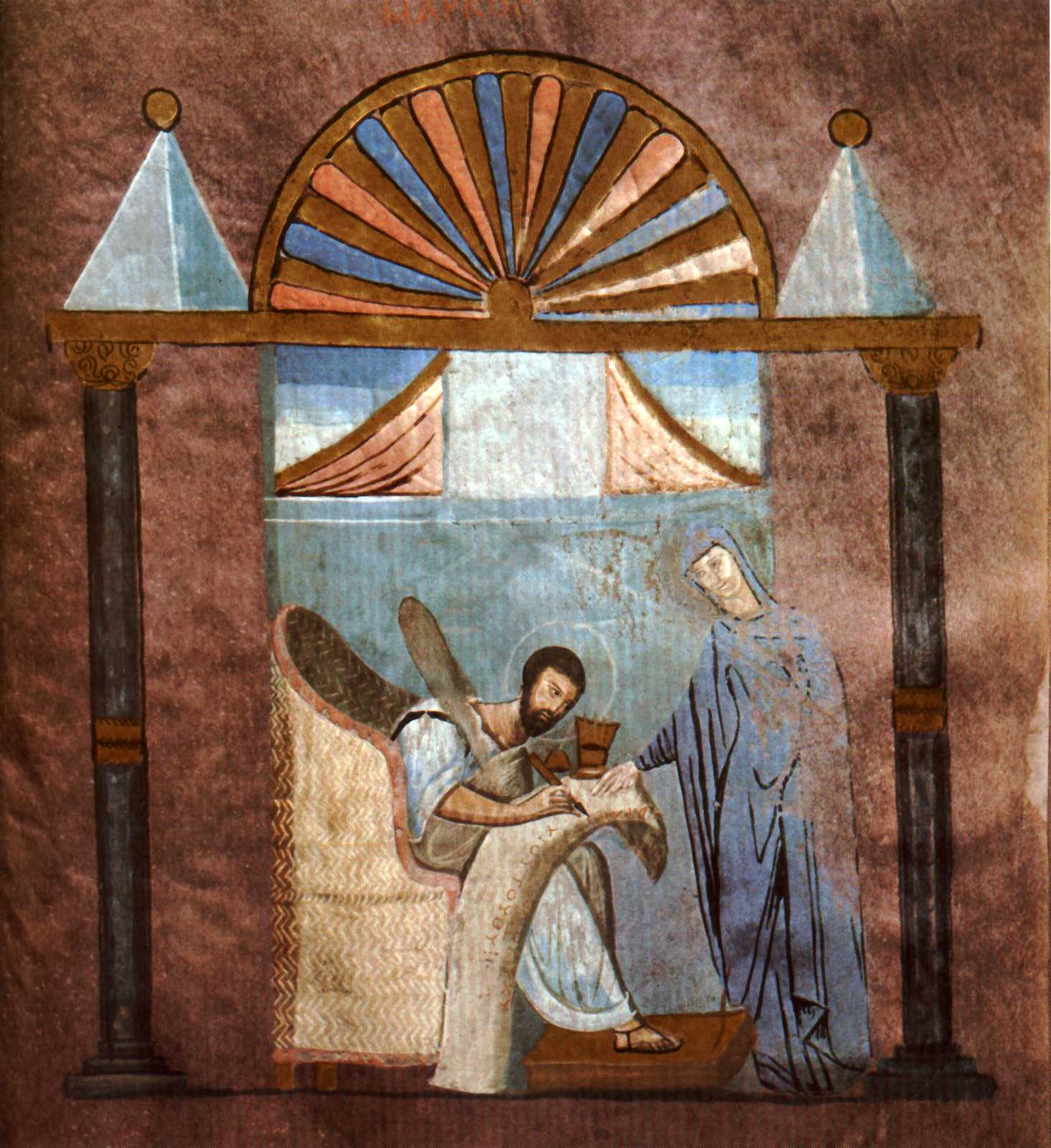
Ewangelista Marek
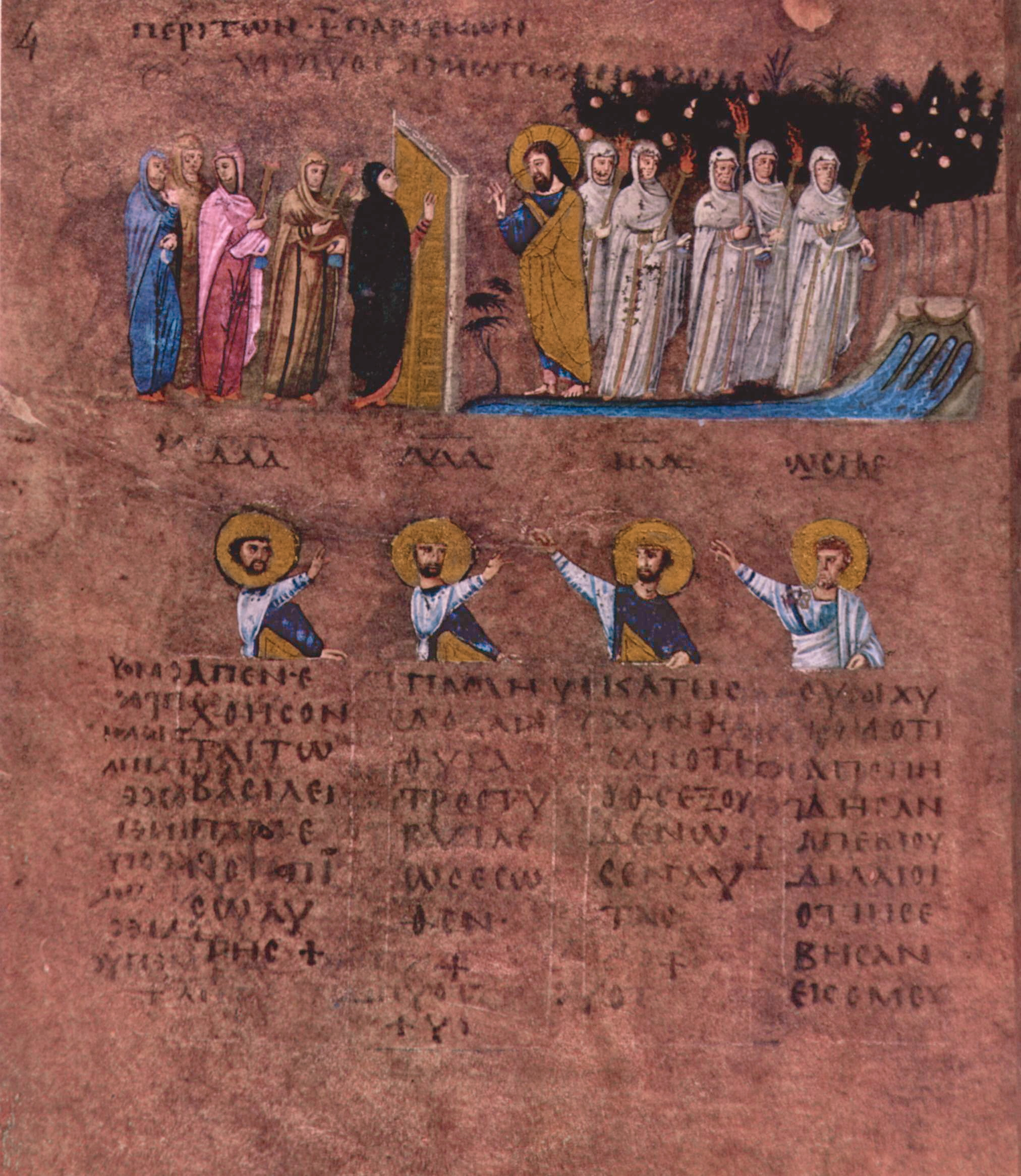
Przypowieść o pannach mądrych i głupich
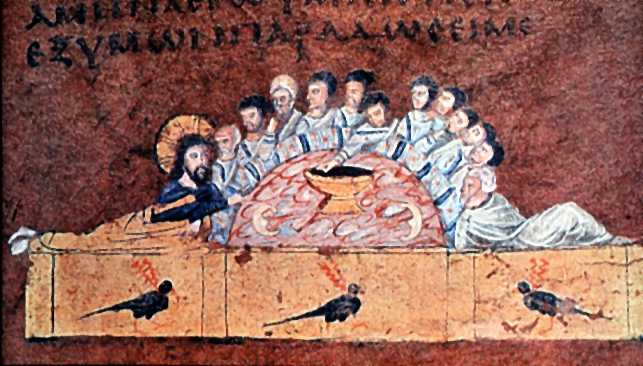
Ostatnia wieczerza
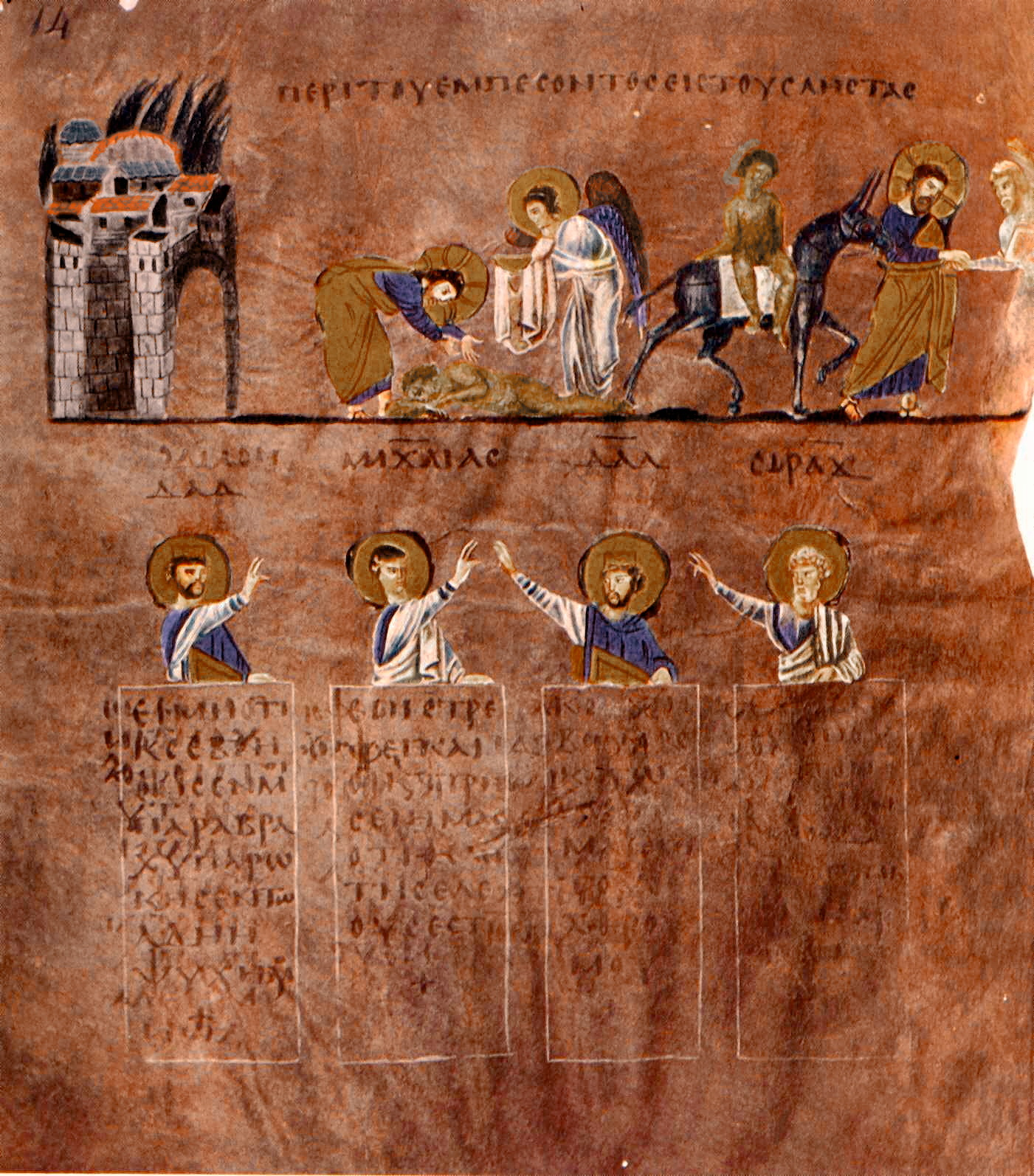
Miłosierny Samarytanin
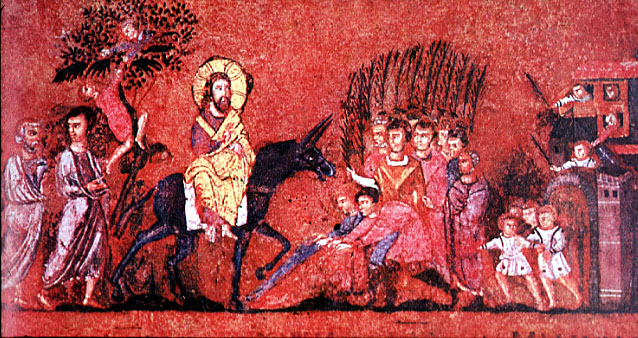
Triumfalny wjazd Jezusa
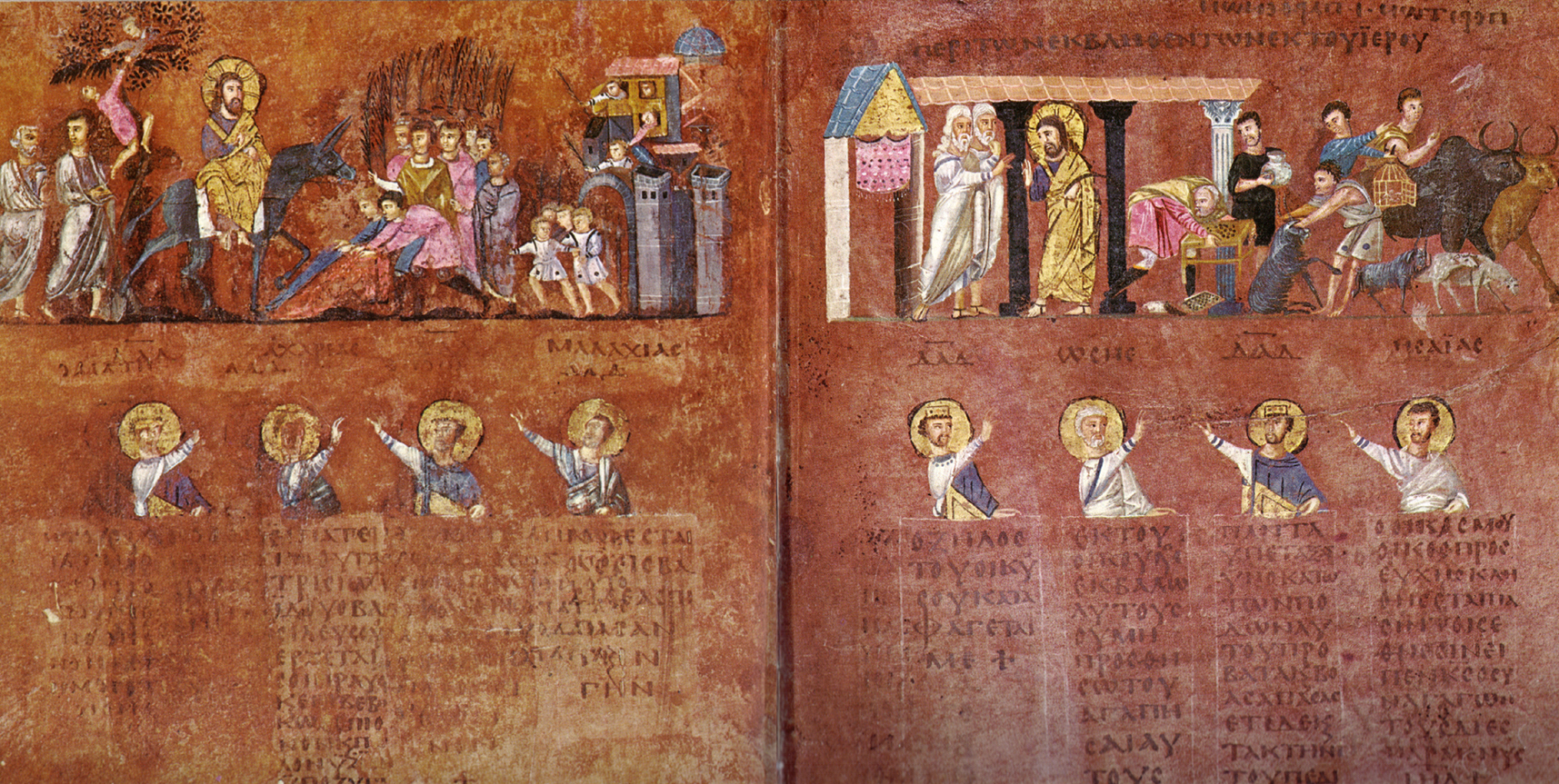
Z lewej „Triumfalny wjazd do Jerozolimy”, z prawej „Oczyszczenie świątyni”
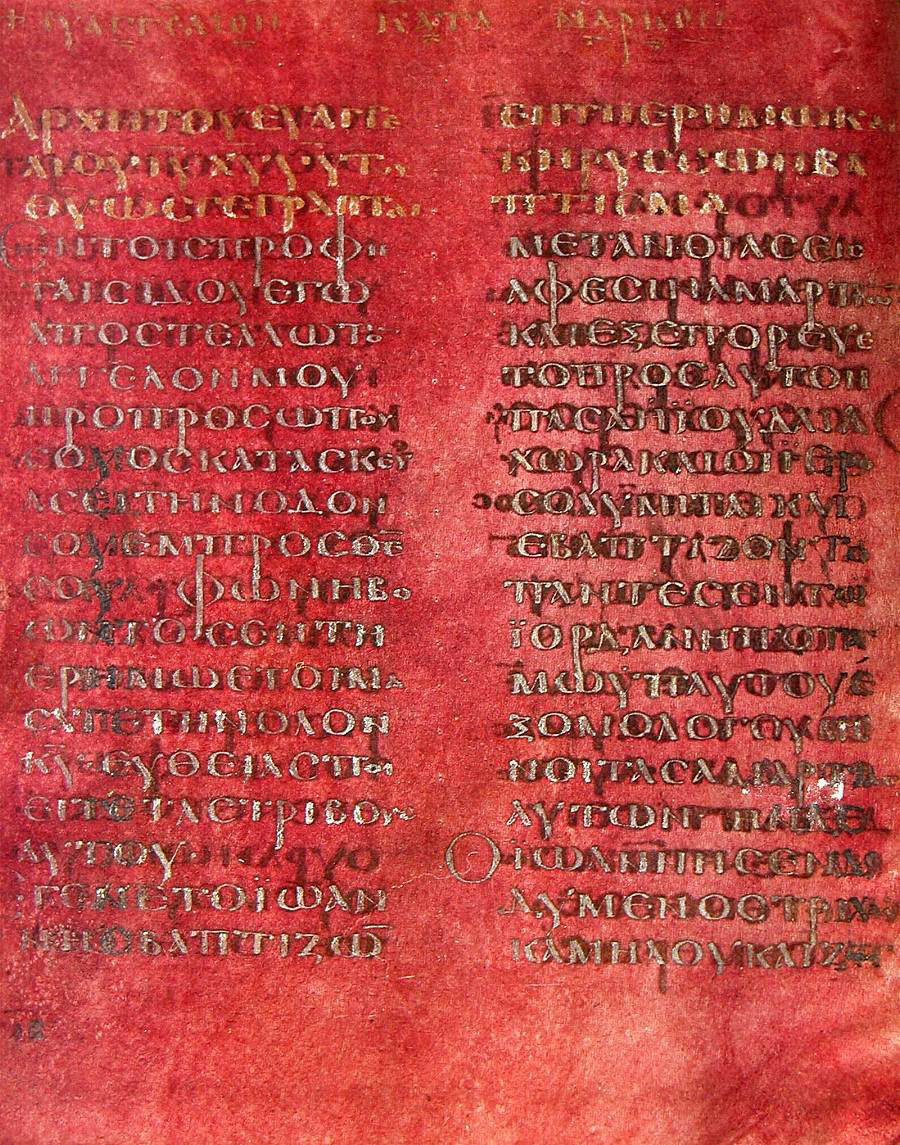
Początek Ewangelii Marka, trzy pierwsze linijki pisane złotem